# Alisanos
Na religião galo-romana, Alisanos ou Alisaunus foi um deus local cultuado no que é agora a Côte-d'Or na Borgonha e em Aix-en-Provence.
A inscrição de Gevrey-Chambertin na Côte-d'Or está na língua gaulesa:
DOIROS SEGOMARI
IEVRV ALISANV
Doiros (filho) de Segomaros dedicou (este) a Alisanos
A inscrição de Visignot, também na Côte-d'Or, está em Latim:
DEO·ALISANO·PAVLLINVS ❧
PRO·CONTEDIO·FIL·SVO ❧
V·S·L·M·
Paullinus cumpriu livre e merecidamente seu voto ao deus Alisanus em nome de seu filho Contedius
A raiz Alisa- do nome Alisanus é fonologicamente comparável ao proto-céltico *alisā, ‘amieiro’. Verde, entretanto, vê o teônimo como relacionado ao topônimo Alesia, implicando que era um deus-da-montanha.